# Liste der Monuments historiques in Cambes (Gironde)
Die Liste der Monuments historiques in Cambes (Gironde) führt die Monuments historiques in der französischen Gemeinde Cambes auf.

## Liste der Bauwerke
| Bezeichnung               | Beschreibung                  | Standort | Kennzeichnung | Schutzstatus | Datum | Bild           |
| ------------------------- | ----------------------------- | -------- | ------------- | ------------ | ----- | -------------- |
| Kirche St-Martin          | Erbaut ab dem 12. Jahrhundert | (Lage)   | PA33000039    | Inscrit      | 2001  | weitere Bilder |
| Ermitage Sainte-Catherine |                               | (Lage)   | PA00083504    | Inscrit      | 1973  |                |

## Liste der Objekte

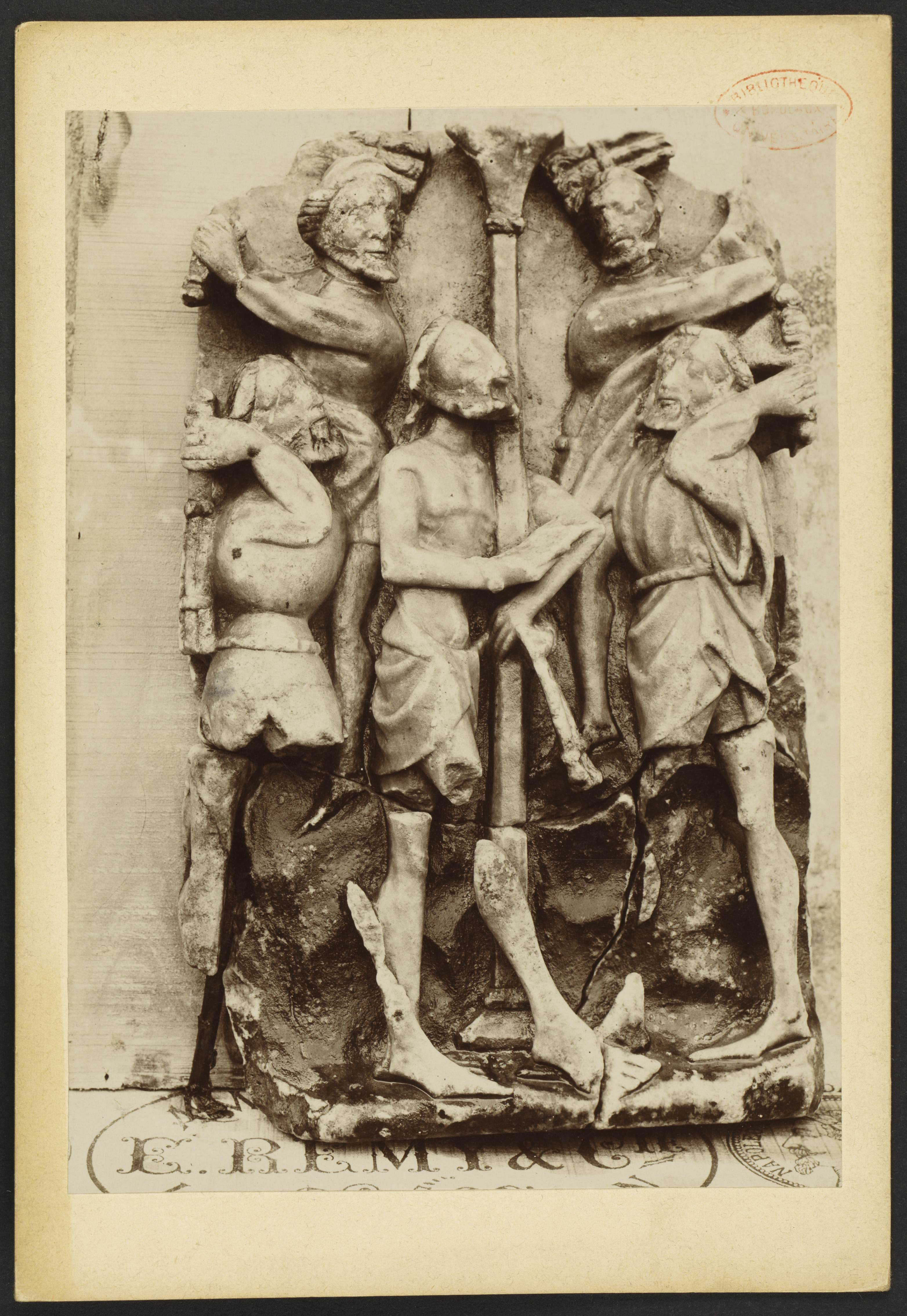
Relief Jesus an der Geiselsäule in der Kirche St-Martin (15. Jahrhundert)

- Monuments historiques (Objekte) in Cambes (Gironde) in der Base Palissy des französischen Kultusministeriums